# (16840) 1997 WT44
A (16840) 1997 WT44 a Naprendszer kisbolygóövében található aszteroida. A LINEAR projekt keretében fedezték fel 1997. november 29-én.